# Sauro Gelichi
Sauro Gelichi (* 15. April 1954 in Piombino) ist ein italienischer Archäologe mit den Schwerpunkten Spätantike und Frühmittelalter.

## Leben und Werk
Gelichi schloss seine Schulzeit 1972 am Liceo Classico von Piombino ab, um sich an der Facoltà di Lettere e Filosofia der Universität Pisa einzuschreiben. 1976 wurde er Sekretär der Zeitschrift Archeologia Medievale, 1977 wurde er mit einer Arbeit zu Le stele romane con rappresentazione di porta nella Marsica bei Cesare Letta promoviert. Von 1977 bis 1979 führte er in Zusammenarbeit mit der Universität Siena Seminare zur Ausgrabungstechnik und zur mittelalterlichen Keramik durch. Auch nahm er an einer Reihe von Grabungen als Co-direttore teil. Daneben führte er eigene Untersuchungen zu besagter Keramik in der Toskana und zur Siedlungsgeschichte durch. 1978 organisierte er in Prato eine Ausstellung über die Grabungen im dortigen Palazzo Pretorio, 1979 nahm er an der Ausstellung zur Medici-Festung von Grosseto teil.
1981 wurde Gelichi zum Ispettore archeologo medievista in der Soprintendenza Archeologica dell’Emilia Romagna ernannt. 1984 wurde er korrespondierendes Mitglied der Deputazione di Storia Patria per le Province di Romagna und wurde Mitglied der Redaktion der Archeologia Medievale. Daneben trat er als Wissenschaftsorganisator auf, wenn er etwa als Mitglied des italienischen Komitees am III Congresso Internazionale sulla Ceramica nel Mediterraneo Occidentale (Siena-Faenza 1984) teilnahm, eine Funktion, in der er auch den IV. Kongress in Lissabon von 1987 und den V. Kongress in Rabat von 1991 organisierte. 1989 bis 1992 leitete er die Restaurierungswerkstatt der Soprintendenza Archeologica di Bologna.
Ab 1992 lehrte er Mittelalterarchäologie an der Universität Pisa, ab 1997 zusätzlich in Venedig. 2003 wurde er dorthin berufen. 1999 bis 2000 lehrte er zugleich an der Universität Padua.
1993 gründete er, zusammen mit Gian Pietro Brogiolo, Lanfredo Castelletti, Paola Marina De Marchi und Giuseppe Panzeri die Vereinigung Ricerche Fortificazioni altomedievali, in der er bis 1999 dem Consiglio Direttivo angehörte. Zusammen mit Gian Pietro Brogiolo gründete er die Monographienreihe Documenti di Archeologia. Ab 1993 gehörte er dem vierköpfigen Leitungsgremium der Archeologia Medievale sowie dem Beratungskomitee der Zeitschrift Padusa an. Ab 1998 leitete er gemeinsam mit Riccardo Francovich die Reihe Ricerche di Archeologia Altomedievale e Medievale. Zudem war er Mitgründer der Società degli Archeologi Medievisti, deren Sekretär er bis 2000 und deren Präsident er bis 2004 war. Seither sitzt er im Consiglio Direttivo. 2004 wurde er zum Ispettore Onorario Archeologo ernannt, mit Zuständigkeit für das Mittelalter in der Region Emilia-Romagna.
Gelichi befasst sich vor allem mit der Toskana, der Emilia-Romagna und der Lombardei, unternahm aber auch Grabungen weiter im Süden, wie etwa am Colle Fiorano (Loreto Aprutino) oder in Entella auf Sizilien, darüber hinaus in Tunesien (Teboursouk im Gouvernorat Béja), wo er zusammen mit Marco Milanese von 1995 bis 2000 arbeitete und die Veränderungsprozesse im Übergang von der byzantinischen zur islamischen Herrschaft untersuchte; 1998 arbeitete er im türkischen Laodicea an einer Grabung mit, deren Leitung er 2001 übernahm. Ab 1999 leitete er die italienisch-syrische Mission an der Grabungsstätte Harim im Nordwesten Syriens.
Sein Schwerpunkt blieb dabei die Keramik, insbesondere die byzantinische und islamische sowie diejenige Oberitaliens. Dabei standen Übertragungen von Technologien im spätmittelalterlichen Mittelmeerraum ebenso im Mittelpunkt wie solche zwischen Spätantike und Frühmittelalter. Schließlich erarbeitet er einen Überblick über die frühmittelalterlichen epigraphischen Quellen der Romagna im Rahmen der Forschungsgruppe Inscriptiones Italiae Medii Aevii: Tra Venezia, Lombardia Orientale ed Emilia Romagna.

## Veröffentlichungen (Auswahl)
- Materiali tardo-medievali dal territorio castiglionese, Castiglion della Pescaia 1977 (spätmittelalterliche Quellen zur Geschichte von Castiglione della Pescaia).
- mit Riccardo Francovich, Dario Melloni, Guido Vannini (Hrsg.): I saggi archeologici nel Palazzo Pretorio in Prato. 1976/77, Florenz 1978.
- mit Riccardo Francovich, Roberto Parenti: Aspetti e problemi di forme abitative minori attraverso la documentazione materiale nella Toscana medievale, in Archeologia Medievale VII (1980) 173–246.
- La ceramica ingubbiata medievale nell’Italia nord-orientale, in: La ceramica medievale nel Mediterraneo occidentale, Siena-Faenza 1984, Florenz 1984, S. 353–407.
- The Venetiae, the Exarchate and the Pentapolis, in: Salvatore Cosentino (Hrsg.): A Companion to Byzantine Italy, Brill, Leiden 2021, S. 360–386.
- mit Riccardo Merlo (Hrsg.): Archeologia medievale a Bologna. Gli scavi nel convento di san Domenico, Bologna 1987 (Ausstellungskatalog).
- Ferrara prima e dopo il Castello (Ferrara. Castello Estense), Ferrara 1992 (Ausstellungskatalog).
- La ceramica a Faenza nel Trecento, Faenza Museo Internazionale delle Ceramiche, Faenza (Ausstellungskatalog).
- mit Nicoletta Giordani (Hrsg.): Il tesoro nel pozzo. Pozzi-deposito e tesuarizzazioni nell’antica Emilia, Modena 1994 (Ausstellungskatalog).
- mit Luigi Malnati, Jacopo Ortalli: L’Emilia centro-occidentale tra la tarda età imperiale e l’alto medioevo, in: Società Romana e Impero Tardontico, Bari 1986, S. 543–645.
- mit Riccardo Merlo (Hrsg.): Archeologia medievale a Bologna. Gli scavi nel convento di san Domenico, Bologna 1987.
- Ceramiche venete importate in Emilia-Romagna tra XIII e XIV secolo, in: Padusa XXIV (1988) 5–43.
- Testimonianze archeologiche di età longobarda in Emilia-Romagna: le sepolture, XXXVI Corso di Cultura sull’Arte Ravennate e Bizantina, Ravenna 1989, S. 149–188.
- Castel Bolognese. Archeologia di un centro di nuova fondazione, Florenz 1990.
- Ceramiche e commerci con il Mediterraneo orientale nel tardo-medioevo (XII–XIII secolo), XXXVIII Corso di Cultura sull’Arte Ravennate e Bizantina, Ravenna 1991, S. 107–208.
- (Hrsg.): Ferrara prima e dopo il Castello. Testimonianze archeologiche per la storia della città, Ferrara 1992.
- (Hrsg.): La ceramica nel mondo bizantino tra XI e XV secolo e i suoi rapporti con l’Italia, Florenz 1993.
- mit Gian Pietro Brogiolo (Hrsg.): Le ceramiche altomedievali (fine VI-X secolo) in Italia settentrionale: produzione e commerci, Monte Barro 1995, Mantua 1996.
- mit Gian Pietro Brogiolo (Hrsg.): La città nell’alto medioevo italiano. Archeologia e storia, Rom, Bari 1998.
- Indagini preliminari nel castello di Harim (Idlib – Siria) 1999, in: Le missioni archeologiche dell’Università Ca’ Foscari di Venezia, Venedig 2000, S. 15–19.
- mit Claudio Negrelli: La ricognizione del 1999: Laodicea in età tardoantica e bizantina, in: Gustavo Traversari (Hrsg.): Laodicea di Frigia I, Rom 2000, S. 125–164.
- Ceramic production and distribution in the early medieval Mediterranean basin (seventh to tenth centuries AD): between town and countryside, in: Towns and their Territories between Late Antiquity and the Early Middle Ages, Brill, 2000, S. 115–139.
- The cities, in: Italy in the Early Middle Ages 476–1000, Oxford 2002, S. 168–188.
- Il castello di Harim (Idlib – Siria). Aggiornamenti sulla missione archeologica: la campagna di scavo 2000, in: Le Missioni Archeologiche dell’Università Ca’ Foscari di Venezia. III giornata di Studio, Venedig 2002, S. 76–85.
- Archeologia medievale in Veneto: un breve bilancio, in: Alessandra Menegazzi (Hrsg.): Popoli e civiltà del Veneto antico. L’età tardoantica e il medioevo, Padua 2004, S. 17–32.
- mit Giorgio Bejor, Jacopo Bonetto, Gustavo Traversari (Hrsg.): Laodicea di Frigia II. La ricognizione 2000, Padua 2005.
- mit Fulvio Baudo, Carlo Beltrame, Diego Calaon, Silvia Smyth: Isola di San Giacomo in Paludo (laguna nord, Venezia): gli scavi delle campagne del 2003 (SGP03a e SGP03b), in: Quaderni di Archeologia del Veneto XX (2004) 160–177.
- mit Mitja Gustin: Stari Bar. The Archaeological Project 2004. Preliminary Report, Florenz 2005.
- The Citadel of Harim, in: Hugh Kennedy (Hrsg.): Muslim Military Architecture in Greater Syria. From the Coming of Islam to the Ottoman Period, Leiden 2006, S. 184–200
- A Town through the Ages. The 2006–2007 Archaeological Project in Stari Bar, Florenz 2008.
- L'isola del vescovo. Gli scavi intorno alla Cattedrale di Comacchio, Florenz 2009.
- mit Stefano Gasparri (Hrsg.): The Age of Affirmation. Venice, the Adriatic and the Hinterland between the 9th and 10th Centuries / I tempi del consolidamento. Venezia, l’Adriatico e l’entroterra tra IX e X secolo, Brepols, Turnhout 2017.
- mit Stefano Gasparri: Le isole del rifugio. Venezia prima di Venezia, Laterza, Bari/Rom 2024.